# Rick Dykstra
Pour les articles homonymes, voir Dykstra.
Richard (Rick) Dykstra (né le 10 avril 1966 à Grimsby, Ontario) est un homme politique canadien. 

## Biographie
Il a été député à la Chambre des communes du Canada, représentant la circonscription ontarienne de St. Catharines de 2006 à 2015 sous la bannière du Parti conservateur du Canada.